# Logbog
En log eller logbog er et dokument, hvor man noterer og registrerer begivenheder.